# 閔致久
閔致久（： Min Chigu；1795年—1874年11月）是朝鮮的政治人物，其長女純穆大院妃為興宣大院君的元配，故他為高宗和李載冕的外祖父。

## 生平
哲宗時期，閔致久擔任延安府使。1863年高宗即位，次年特擢他為同知敦寧府事，1865年1月令其擔任廣州府留守，同年七月封他為崇政大夫。1866年，高宗同王妃閔氏結婚時攝政興宣君任命他為嘉禮副使。1868年8月，高宗以閔致久為判義禁府事，隔年升他為工曹判書。
1874年11月，閔致久過世，高宗「特施三等禮葬」並「遣中使護喪」，成服日甚至「望哭於昌慶宮禁川橋」。

## 家族
- 嗣祖父：閔百述
- 親生祖父：閔百裕
  - 父：閔端顯（1768－1858）[11]
  - 母；貞敬夫人密陽朴氏（1769－1843），朴日煥之女
    - 夫人：貞敬夫人全州李氏（1797－1873），德興大院君後裔，都正宮第九代嗣孫李灃（朝鲜语：이풍 (조선)）曾孫女、李𪸛之女[12]
      - 長女：純穆大院妃（1818－1898）
      - 長女婿：興宣大院君李昰應
        - 長外孫：李載冕
        - 次外孫：高宗國王

      - 次女：閔氏
      - 女婿：沈應澤，本貫青松沈氏，蔭判書沈宜絢之子。蔭參判
      - 長子：閔泰鎬（1828－1860）
        - 長孫：閔泳煥（1861－1905），閔謙鎬長子，過繼給閔泰鎬為嗣

      - 次子：闵升镐（1830－1874），過繼給族弟閔致祿為嗣
      - 三子：閔謙鎬（1838－1882）